# 여성문화네트워크
여성문화네트워크는 2009년 3월 여성신문에서 여성문화 발전에 기여하기 위해 설립한 사단법인체이다. 양성평등문화확산사업, WIN문화포럼, 여성마라톤 등 여성문화예술의 질적 향상 및 여성 문화인 간 네트워크 형성을 위한 사업을 진행한다. 
여성신문사에서 설립하였고, 여성신문과 여성문화네트워크가 사업을 공동 주최 또는 주관하는 등 여성신문사와 여성문화네트워크는 긴밀한 관계를 맺고 있다. 그러나 여성문화네트워크가 여성신문사의 산하조직은 아니다. 별개의 대표를 두고 운영되며, 주력하는 분야 및 사업의 성격 또한 상이하다. 여성신문은 언론사, 교육 사업 등을 진행하지만 여성문화네트워크는 시상식, 포럼, 마라톤 대회, 캠페인을 펼치는 등 문화 행사에 주력한다.

## 역사
2009년 3월 여성신문에 의해 설립됐다. 사단법인체로서 자격(회원 수, 기본 재산)을 인정받아 문화체육부에 등록되었다.  

## 주요사업

###### WIN(윈) 문화포럼
(사)여성문화네트워크가 주최하고 여성신문이 후원하는 문화 포럼. 2012년에 창립하였으며, 회원제로 운영된다. 매 짝수달 셋째 주 목요일마다 정례 포럼을 연다(연 6회). 연 1회 문화탐방여행 프로그램을 진행한다. 격월마다 문화포럼 내용, 향후 포럼 일정 등의 내용 포함된 웹진을 발행한다.
- WIN 문화포럼
- WIN 문화포럼 웹진

###### 여성마라톤
‘여성 운동의 대중화’와 ‘사회적 성차별과 가정 내 성역할 압박 등으로 인한 경력 단절 아줌마를 위한 장학금 마련’이라는 두 가지 목표를 지니고, 2001년 “제1회 아줌마마라톤”으로 출발했다. 2003년 치러진 3회 여성마라톤부터는 대회 명칭을 “여성마라톤”으로 변경했고, 남성 단독 참가도 가능해졌다. 여성 운동 문화 확대뿐만 아니라, 2명분을 결제하면 1명분은 아동복지시설에 기부되는 ‘동행달리기’ 부문 개설 및 운영, 한국여성재단과 함께하는 참가비 수익 기부 캠페인 등 사회적 소외 계층 지원에도 관심을 가지고 영향력을 펼치고 있다.
| 년도 | 타이틀                               | 슬로건                                                                | 코스                                                                             | 참가 인원 | 장소                | 주최                                       | 후원                                             |
| 2024 | 제23회 여성마라톤대회                | #RUN #FOR YOU #BE HAPPY                                               | 10Km,5Km, 3Km걷기                                                                | 6,000명   | 상암동 월드컵경기장 | ㈜여성신문사 서울특별시                    | 서울특별시체육회 여성가족부 문화체육관광부       |
| 2023 | 제22회 여성마라톤대회 with랜선마라톤 | 뛰어봐! 즐겨봐! 느껴봐!                                               | -                                                                                | 6,000명   | 비대면 행사         | ㈜여성신문사 서울특별시                    | 서울특별시체육회                                 |
| 2022 | 21회 여성마라톤대회 with랜선마라톤   | 생활 속 백신! 나를 지키는 힘!                                         | -                                                                                | 6,000명   | 비대면 행사         | ㈜여성신문사 서울특별시                    | 서울특별시체육회                                 |
| 2021 | 제20회 여성마라톤대회 with랜선마라톤 | 스무살의 설렘으로 달리자! #내맘대로 #언제어디서든 #함께하자 #응원하자 | -                                                                                | 10,000명  | 상암동 월드컵경기장 | ㈜여성신문사 서울특별시                    | 서울특별시체육회                                 |
| 2020 | 제19회 여성마라톤대회                | 손잡고 RUN, 다함께 HAPPY                                              | 10Km,5Km, 4.5Km걷기                                                              | 10,000명  | 상암동 월드컵경기장 | ㈜여성신문사 서울특별시                    | 여성가족부 서울특별시체육회 서울시여성단체연합회 |
| 2019 | 제19회 여성마라톤대회                | 손잡고 RUN, 다함께 HAPPY                                              | 10Km,5Km, 4.5Km걷기                                                              | 10,000명  | 상암동 월드컵경기장 | ㈜여성신문사 서울특별시                    | 여성가족부 서울특별시체육회 서울시여성단체연합회 |
| 2018 | 제18회 여성마라톤대회                | 내 딸의 더 나은 삶을 응원합니다                                       | 10Km,5Km, 4.5Km걷기                                                              | 10,000명  | 상암동 월드컵경기장 | ㈜여성신문사 서울특별시                    | 여성가족부                                       |
| 2017 | 제17회 여성마라톤대회                | 오늘의 나, 내일을 달린다                                              | 10Km,5Km, 4.5Km걷기                                                              | 10,000명  | 상암동 월드컵경기장 | ㈜여성신문사 서울특별시                    | 여성가족부                                       |
| 2016 | 제16회 여성마라톤대회                | 함께 일하고 함께 돌보는 신나는 패밀리                                 | 10Km,5Km, 3Km걷기                                                                | 10,000명  | 상암동 월드컵경기장 | ㈜여성신문사 서울특별시                    | 여성가족부                                       |
| 2015 | 제15회 여성마라톤대회                | 여성이 함께 만드는 서울                                               | 10Km,5Km, 3Km걷기                                                                | 15,000명  | 상암동 월드컵경기장 | ㈜여성신문사                               | 여성가족부                                       |
| 2015 | 제15회 여성마라톤대회                | '여성함께특별시'                                                      | 10Km,5Km, 3Km걷기                                                                | 15,000명  | 상암동 월드컵경기장 | 서울특별시                                 | 여성가족부                                       |
| 2014 | 제14회 여성마라톤대회                | 위로와 다짐으로 희망을 나누다                                         | 10Km,5Km, 3Km걷기                                                                | 15,000명  | 상암동 월드컵경기장 | ㈜여성신문사                               |                                                  |
| 2013 | 제13회 여성마라톤대회                | 우리가족 안전한 세상만들기 '여성이 힘이다'                            | 10Km,5Km, 3Km걷기                                                                | 15,000명  | 상암동 월드컵경기장 | ㈜여성신문사 서울특별시                    | 여성가족부                                       |
| 2012 | 제12회 여성마라톤대회                | 여성의 삶을 바꾸는 서울                                               | 10Km,5Km, 3Km걷기                                                                | 15,000명  | 상암동 월드컵경기장 | ㈜여성신문사 서울특별시                    | 여성가족부                                       |
| 2011 | 제11회 여성마라톤대회                | Happy family, Happy women                                             | 하프,10Km, 5Km,3Km걷기                                                           | 15,000명  | 상암동 월드컵경기장 | ㈜여성신문사 서울특별시                    | 여성가족부 문화체육관광부                        |
| 2010 | 제10회 여성마라톤대회                | Family Day, 온가족 희망충전                                           | 하프,10Km, 5Km,3Km걷기                                                           | 15,000명  | 상암동 월드컵경기장 | ㈜여성신문사 서울특별시                    | 여성가족부 문화체육관광부                        |
| 2009 | 제9회 여성마라톤대회                 | 여성이 행복한 서울                                                    | 하프,10Km, 5Km,3Km걷기                                                           | 15,000명  | 상암동 월드컵경기장 | ㈜여성신문사 서울특별시 국민생활체육협의회 | 여성가족부 문화체육관광부                        |
| 2008 | 제8회 여성마라톤대회                 | 다문화가족 한마음축제                                                 | 하프,10Km, 5Km,3Km걷기                                                           | 12,000명  | 상암동 월드컵경기장 | ㈜여성신문사 서울특별시                    | 여성부 문화관광부 보건복지부                     |
| 2007 | 제7회 여성마라톤대회                 | 또또사랑 가족축제                                                     | 하프,10Km, 5Km,3Km걷기                                                           | 15,000명  | 상암동 월드컵경기장 | ㈜여성신문사 서울특별시                    | 여성부 문화관광부 보건복지부                     |
| 2006 | 제6회 여성마라톤대회                 | 파트너와 함께하는 여성마라톤대회                                      | 하프,10Km, 5Km,3Km걷기                                                           | 20,000명  | 상암동 월드컵경기장 | ㈜여성신문사 서울특별시                    | 여성부 문화관광부 보건복지부                     |
| 2005 | 제5회 여성마라톤대회                 | 돌보는 사회, 행복한 미래                                              | 10Km,5Km, 3Km걷기                                                                | 15,000명  | 상암동 월드컵경기장 | ㈜여성신문사 서울특별시                    | 여성부 문화관광부 보건복지부                     |
| 2004 | 제4회 여성마라톤대회                 | 달리는 여성, 건강한 사회, 나누는기쁨                                  | 10Km,5Km, 3Km걷기                                                                | 13,000명  | 상암동 월드컵경기장 | ㈜여성신문사 (사)아키아연대                | 서울시 여성부 문화관광부                         |
| 2003 | 제3회 여성마라톤대회                 | 가정평화 한국평화 세계평화                                            | 마라톤-15Km일반부(여성) 5Km일반부(여성),남녀혼성부 걷기-3Km 남녀노소 누구나 참가 | 10,000명  | 상암동 월드컵경기장 | ㈜여성신문사 (사)아키아연대                | 여성부                                           |
| 2002 | 제2회 아줌마마라톤대회&시민걷기대회  | 월드컵공원 개장 기념 월드컵 성공기원                                  | 3Km,5Km, 10Km,5Km걷기                                                            | 10,000명  | 상암동 월드컵경기장 | ㈜여성신문사 서울특별시 서울시협의회       | 여성부                                           |
| 2001 | 제1회 아줌마 마라톤대회              | 아줌마가 아줌마를 키우자                                              | 3Km,5Km, 10Km                                                                    | 5,000명   | 잠실 올림픽공원     | ㈜여성신문사 아줌마가 키우는 아줌마연대    | 여성부                                           |

2002년까지는 “아줌마 마라톤 대회”라는 이름과 그 취지에 맞게 여성 혹은 여성과 동반하는 남성만 참가 가능했다. ‘아줌마’라는 단어가 기혼 여성을 뜻하기는 하지만, ‘아줌마’라는 단어는 여성에 대해 흔히 쓰이는 호칭임을 고려하여 미혼 여성이어도 참가 자격을 부여했다.
2003년부터는 15km 여성 일반부, 5km 여성 일반부, 5km 남녀혼성부, 3km 걷기 남녀혼성부로 나누어 남성의 참가 자격을 확대했다. 이후 “여성 마라톤 대회”은 부문별 남녀 구분 없이 진행됐다.

###### 양성평등문화상
| 분류      | 내용 |
| 명칭      | 여성문화인상(2008~2014) 양성평등문화상(2016, 2017) 성평등문화인상(2018) 양성평등문화상(2019~현재) |
| 개요      | (사)여성·문화네트워크가 2008년 제정하여 매년 시상해 온 상. (주)여성신문사가 주관하고, 문화체육관광부가 후원한다. |
| 목적      | 여성의 사회 참여 확대, 성평등한 사회 조성, 일상 속 성 역할 고정관념 등 성평등 문화 조성에 기여한 문화인 및 문화콘텐츠를 발굴해 포상하고자 한다. |
| 시상 분야 | - 올해의 양성평등문화인상(문체부장관 표창 및 상금 5백만 원) - 올해의 양성평등문화콘텐츠상(문체부장관 표창 및 상금 5백만 원) - 양성평등문화지원상(단체)(문체부장관 표창 및 상금 3백만 원) - 양성평등문화지원상(개인)(국회 문화체육관광위원장 상 및 상금 3백만 원) - 을주문화상(을주상 및 상금 5백만 원) - 일경문화상(일경상 및 상금 3백만 원) - 신진문화인상(여성신문사장상 및 상금 1백만 원) |

역대 수상자
| 년도 | 시상명                       | 부문명                        | 수상자 |
| 2008 | 제1회 올해의 여성문화인상    | -                             | 임순례(영화감독) |
| 2009 | 제2회 올해의 여성문화인상    | -                             | 추민주(연출가) |
| 2010 | 제3회 올해의 여성문화인상    | -                             | 박칼린(음악감독) |
| 2011 | 제4회 올해의 여성문화인상    | -                             | 심재명(명필름 대표) |
| 2012 | 제5회 올해의 여성문화인상    | -                             | 서수민(KBS 프로듀서) |
| 2013 | 제6회 올해의 여성문화인상    | -                             | 인순이(김인순)(가수) |
| 2014 | 제7회 올해의 여성문화인상    | 올해의 여성문화인상           | 문훈숙(무용가) |
| 2014 | 제7회 올해의 여성문화인상    | 여성문화예술인후원상          | 백운갤러리(관장:이충희) |
| 2014 | 제7회 올해의 여성문화인상    | 청강문화상                    | 권윤덕(그림책 작가) 서희화(시각예술가) 성시연(지휘자) 심경숙(문화기획자) |
| 2014 | 제7회 올해의 여성문화인상    | 문화예술특별상 을주상         | 에이블 뮤직그룹 |
| 2014 | 제7회 올해의 여성문화인상    | 신진여성문화인상              | 김진경(인형작가) 김현숙(연기자) 이나래(만화가) 이리나(공연기획자) 오승수(연출가) 정주리(영화감독)                                                                                      |
| 2015 | 제8회 올해의 여성문화인상    | 올해의 여성문화인상           | 한복려(전통문화) |
| 2015 | 제8회 올해의 여성문화인상    | 여성문화예술인후원상          | 트렁크갤러리(대표 박영숙) |
| 2015 | 제8회 올해의 여성문화인상    | 청강문화상                    | 김현경(한국화가) |
| 2015 | 제8회 올해의 여성문화인상    | 문화예술특별상                | 한국입양어린이합창단 |
| 2015 | 제8회 올해의 여성문화인상    | 신진여성문화인상              | 김분선(무용가) 김희정(프로듀서) 선우정아(싱어송라이터) 송세진(피아니스트) 송원진(바이올리니스트) 이길보라(다큐멘터리 감독) 이정민(한국화가) 조인선(국악인) 천은영(극작가)              |
| 2016 | 제9회 올해의 양성평등문화상  | 올해의 양성평등문화인상       | 이경미(영화감독) |
| 2016 | 제9회 올해의 양성평등문화상  | 올해의 양성평등문화 콘텐츠상  | EBS 연중기획 <엄마의 두 번째 출근> |
| 2016 | 제9회 올해의 양성평등문화상  | 청강문화상                    | 정진호(그림책작가) |
| 2016 | 제9회 올해의 양성평등문화상  | 문화예술특별상                | 제주 여민회·제주여성영화제 |
| 2016 | 제9회 올해의 양성평등문화상  | 신진여성문화인상              | 김수정(영화감독) Y.zin(사진작가) 로나드 마테오(배우) 박서혜(연출/극작가) 씨냉(일러스트레이터) 최고은(싱어송라이터)                                                                     |
| 2017 | 제10회 올해의 양성평등문화상 | 올해의 양성평등문화인상       | 한태숙(연극연출가) |
| 2017 | 제10회 올해의 양성평등문화상 | 올해의 양성평등문화콘텐츠상   | 소설 『82년생 김지영』 |
| 2017 | 제10회 올해의 양성평등문화상 | 청강문화상                    | 뭎[Mu:p] |
| 2017 | 제10회 올해의 양성평등문화상 | 문화예술특별상 을주상         | 문화기획 달 |
| 2017 | 제10회 올해의 양성평등문화상 | 신진여성문화인상              | 강명순(전시기획가) 김령화(슬릭) 김은진(봄로야) 김형희(미술작가) 박윤주(설치미술가) 양윤정(바이올리니스트) 윤서원(콘텐츠기획가) 이은희(캘리그라퍼) 정혜윤(공연예술가) 황혜정(미술작가)  |
| 2018 | 제11회 올해의 성평등문화상   | 올해의 성평등문화인상         | 노희경(드라마 작가) |
| 2018 | 제11회 올해의 성평등문화상   | 올해의 성평등문화콘텐츠상     | 다큐멘터리 〈B급 며느리〉 |
| 2018 | 제11회 올해의 성평등문화상   | 청강문화상                    | 수신지(만화가) |
| 2018 | 제11회 올해의 성평등문화상   | 문화예술특별상 을주상         | 장애여성공감 극단 ‘춤추는 허리’ |
| 2018 | 제11회 올해의 성평등문화상   | 신진여성문화인상              | 김민정(희곡 작가) 김유리(큐레이터) 백수현(플루티스트) 오신영(오페라 가수) 임정서(시각예술가) 임정은(연극배우) 지현(페미니스트 가수) 장혜영(영화감독)                                   |
| 2019 | 제12회 올해의 양성평등문화상 | 올해의 양성평등문화인상       | 안은미(무용가) |
| 2019 | 제12회 올해의 양성평등문화상 | 올해의 양성평등문화콘텐츠상   | 다큐 영화 〈김복동〉 |
| 2019 | 제12회 올해의 양성평등문화상 | 양성평등문화지원상(단체 부문) | 한국여성독립운동연구소 |
| 2019 | 제12회 올해의 양성평등문화상 | 양성평등문화지원상(개인 부문) | 서한영교(작가, 대안교육활동가) |
| 2019 | 제12회 올해의 양성평등문화상 | 문화예술특별상 을주상         | 연출집단 ‘女GO’ |
| 2019 | 제12회 올해의 양성평등문화상 | 신진여성문화인상              | 감유가람(영화감독) 김지양(모델, 출판) 도로시 엠 윤(멀티미디어 작가) 박지혜(시각예술가) 서도이(시각예술가) 송 원(배우) 최현미(복싱선수) 하개월(유튜버)                                  |
| 2020 | 제13회 올해의 양성평등문화상 | 올해의 양성평등문화인상       | 정정엽(미술가) |
| 2020 | 제13회 올해의 양성평등문화상 | 올해의 양성평등문화콘텐츠상   | 웹툰 『정년이』 |
| 2020 | 제13회 올해의 양성평등문화상 | 양성평등문화지원상(단체 부문) | 위밋업스포츠 |
| 2020 | 제13회 올해의 양성평등문화상 | 양성평등문화지원상(개인 부문) | 권김현영(여성학자) |
| 2020 | 제13회 올해의 양성평등문화상 | 문화예술특별상(을주상)        | 우리소리모색 |
| 2020 | 제13회 올해의 양성평등문화상 | 신진여성문화인상              | 김수하(뮤지컬 배우) 백명선(클래식 공연 기획) 손수현(영화배우, 감독) 송유경(다원예술가) 신승은(가수, 영화감독) 안정은(러닝전도사) 이은재(방송 PD) 조소담(콘텐츠 기획자)                 |
| 2021 | 제14회 올해의 양성평등문화상 | 올해의 양성평등문화인상       | 김이듬(시인) |
| 2021 | 제14회 올해의 양성평등문화상 | 올해의 양성평등문화콘텐츠상   | 영화 『벌새』 |
| 2021 | 제14회 올해의 양성평등문화상 | 양성평등문화지원상(단체 부문) | 퍼플레이컴퍼니 |
| 2021 | 제14회 올해의 양성평등문화상 | 양성평등문화지원상(개인 부문) | 봄날 |
| 2021 | 제14회 올해의 양성평등문화상 | 문화예술특별상(을주상)        | 여성을 위한 열린 기술랩 |
| 2021 | 제14회 올해의 양성평등문화상 | 신진여성문화인상              | 김도희(시각예술가) 김혜미(애니메이션 감독) 지후트리(수어 아티스트) 양민영(작가, 사회적기업가) 임선애(영화감독) 전혜은(연구자, 작가) 정세랑(소설가) 소만(웹툰 작가)                     |
| 2022 | 제15회 올해의 양성평등문화상 | 올해의 양성평등문화인상       | 민규동(영화감독) |
| 2022 | 제15회 올해의 양성평등문화상 | 올해의 양성평등문화콘텐츠상   | 다큐멘터리 〈제주여성허스토리〉 |
| 2022 | 제15회 올해의 양성평등문화상 | 양성평등문화지원상(단체 부문) | 루이즈더우먼 |
| 2022 | 제15회 올해의 양성평등문화상 | 양성평등문화지원상(개인 부문) | 송진희(미술작가) |
| 2022 | 제15회 올해의 양성평등문화상 | 문화예술특별상(을주상)        | 생애문화연구소 옥희살롱 |
| 2022 | 제15회 올해의 양성평등문화상 | 신진여성문화인상              | 근하(만화작가) 김정은(영화감독) 안가영(미디어 아티스트) 정은혜(미술작가, 배우) 황모과(소설가)                                                                                          |
| 2023 | 제16회 올해의 양성평등문화상 | 올해의 양성평등문화상         | 이지나(연출가) |
| 2023 | 제16회 올해의 양성평등문화상 | 올해의 양성평등문화콘텐츠상   | 예능 프로그램 〈골 때리는 그녀들〉 |
| 2023 | 제16회 올해의 양성평등문화상 | 양성평등문화지원상(개인 부문) | 안정민 |
| 2023 | 제16회 올해의 양성평등문화상 | 문화예술특별상(을주상)        | 극단 산울림 |
| 2023 | 제16회 올해의 양성평등문화상 | 신진여성문화인상              | 김경민(작가, 활동가) 문수진(애니메이션 감독) 들개이빨(만화 작가) 유혜미(소목장세미)(가구 디자이너) 이소연(시인) 장서윤(판소리 작창가) 조경숙(테크페미 활동가, 만화평론가)              |
| 2024 | 제17회 올해의 양성평등문화상 | 올해의 양성평등문화인상       | 이자람(소리꾼) |
| 2024 | 제17회 올해의 양성평등문화상 | 올해의 양성평등문화콘텐츠상   | 전시 〈한국 근현대 자수: 태양을 잡으려는 새들〉 |
| 2024 | 제17회 올해의 양성평등문화상 | 양성평등문화지원상(단체 부문) | 극단 ‘신세계’ |
| 2024 | 제17회 올해의 양성평등문화상 | 양성평등문화지원상(개인 부문) | 김미옥(서평가) |
| 2024 | 제17회 올해의 양성평등문화상 | 문화예술특별상(을주상)        | 남성과 함께하는 페미니즘 |
| 2024 | 제17회 올해의 양성평등문화상 | 신진여성문화인상              | 강윤영(스포츠 인플루언서) 김고은(작가) 김지우(크리에이터) 마포 로르(판소리) 박소영(연출가) 여수연(작곡가, 해금연주가) 정지혜(영화감독) 한문경(퍼커셔니스트) 황영진, 김다솜(크리에이터) |

주요인물
- 이자람: 2011년 ‘제4회 올해의 여성문화인상’에서 신진문화인상을 수상한 이후 2024년 ‘제17회 올해의 양성평등문화상’에서 최고상 격인 ‘올해의 양성평등문화인상’을 수상했다. 문화예술 분야에서 장래가 유망한 문화예술인에게 시상되는 ‘신진문화인상’의 수상자가 ‘올해의 양성평등문화인상’을 받은 첫 번째 사례.

###### 히포시 캠페인
남성들에게 성평등에 대한 참여를 촉구하는 유엔 여성의 글로벌 캠페인. 2014년 유엔 여성에서 글로벌 캠페인이 시작되었고, 한국에서는 2015년부터 여성신문이 히포시코리아 운동본부를 만들어 캠페인을 진행하고 있다.
- 히포시 캠페인 홈페이지
- 역대 사업

###### 여신상회(如信相會)
- 如: ‘같을 여’, 과거부터 지금까지 변함없는 같은 마음으로 소비자에게 다가갑니다.
- 信: ‘믿을 신’ 소비자와의 신뢰를 바탕으로 믿을 수 있는 제품으로 보답합니다.
- 相: '서로 상' 서로가 서로를 돕는 상부상조하는 관계로 나아가는 길을 모색합니다.
- 會: '모임 회' 이러한 마음을 가진 사람들이 공동의 목적을 위해 함께 모였습니다.

여성·문화네트워크가 설립 이후부터 문화 행사를 통해 쌓아 온 네트워크를 기반으로, 신뢰할 만한 상품을 소개하고 판매한다. 지역 특산품과 공정무역 등 가치 소비 상품을 판매한다. 또한 교육 프로그램, 여행 프로그램 등 문화 상품도 기획하여 판매하고 있다.